# 芬恩·莱姆克
芬恩·莱姆克（德語：Finn Lemke，1992年4月30日—），德国男子手球运动员。他曾代表德国参加2016年和2020年夏季奥林匹克运动会手球比赛，其中2016年奥运会获得一枚铜牌。